# الرسم بالكلمات (ألبوم)
الرسم بالكلمات هو الالبوم الثاني والعشرون للفنان العراقي كاظم الساهر، صدر عام 2009 من إنتاج شركة روتانا.

## قائمة الأغاني
| الأغنية        | كلمات             | ألحان       | توزيع           |
| -------------- | ----------------- | ----------- | --------------- |
| حبيبتي         | نزار قباني        | كاظم الساهر | هشام نياز       |
| المحكمة        | كريم العراقي      | كاظم الساهر | فتح الله احمد   |
| وين الباب      | كريم العراقي      | كاظم الساهر | فتح الله احمد   |
| 600 بوسة       | كاظم السعدي       | كاظم الساهر | حسام كامل       |
| مو طبيعي       | كريم العراقي      | كاظم الساهر | فتح الله احمد   |
| إسكت           | كريم العراقي      | كاظم الساهر | عمرو عبد العزيز |
| الجريدة        | بدر بن عبد المحسن | محمد شفيق   | فتح الله احمد   |
| نمت وحلمت      | نشوى جرار         | كاظم الساهر | عمرو عبد العزيز |
| الرسم بالكلمات | نزار قباني        | كاظم الساهر | فتح الله احمد   |